# Batalla del Forcat
La batalla del Forcat de 1404 fue uno de los combates de las "bandositats" (luchas entre bandos nobiliarios) del Reino de Valencia.

## Antecedentes
Uno de los múltiples episodios de las bandositats opusieron a finales del siglo XIV a las familias nobles de los Centelles y los Soler. Gilabert de Centelles i Riu-sec capitaneó desde 1398 a los Centelles, siendo sus oponentes los Soler, liderados por Jaume de Soler. Las principales incidencias de la lucha fueron la muerte de Pere de Centelles, hermano de Gilabert, de Lluís de Soler el 1398, y el asesinato por orden de Gilabert del jefe del bando contrario, Jaume de Soler el 1403, hechos que condujeron a esta batalla.

## La batalla
Los dos bandos se enfrentaron finalmente en Llombai el 21 de abril de 1404 en los alrededores de Llombai y en el combate resultaron vencedores Soler.